# Plettenberg (Niemcy)
Plettenberg – miasto w Niemczech, w kraju związkowym Nadrenia Północna-Westfalia, w rejencji Arnsberg, w powiecie Märkischer Kreis. Miasto leży na wzgórzach Sauerland. Najwyższy szczyt w jego granicach administracyjnych Ebbegebirge ma wysokość 593 m n.p.m. Zabudowa jest rozrzucona w dolinach czterech rzek: Lenne, Else, Oester i Grüne.
Miasto jest podzielone administracyjnie na pięć dzielnic: Plettenberg (centrum), Eiringhausen, Holthausen/Elsetal, Oestertal i Ohle. Prawa miejskie miejscowość otrzymała w 1397. W 1941 Plettenberg wchłonął okoliczne gminy, rozrastając się do obecnych granic. 

## Współpraca
Miejscowości partnerskie:
- Bludenz, Austria
- Schleusingen, Turyngia

## Osoby urodzone w Plettenbergu
- Carl Schmitt - politolog